# Toei Shinjuku-Linie
| Shinjuku-Linie           | Shinjuku-Linie                   |
| ------------------------ | -------------------------------- |
| Zug der Shinjuku-Linie   |                                  |
|                          |                                  |
| Streckenlänge:           | 23,5 km                          |
| Spurweite:               | 1372 mm (63 mm unter Normalspur) |
| Stromsystem:             | 1500 V =                         |
| Streckengeschwindigkeit: | 75 km/h                          |
|                          |                                  |

Die Toei Shinjuku-Linie (jap. 都営新宿線, Toei Shinjuku-sen) ist eine Metrolinie in Tokio, Japan, welche von der Toei-U-Bahn verwaltet wird. Auf Karten erscheint sie in gelbgrün ; die Bahnhöfe tragen den Buchstaben S gefolgt von einer Zahl. In Planungen wurde der Linie die Nummer 10 zugeordnet.
Die Züge der Shinjuku-Linie werden auf Strecken der Privatbahn Keiō Dentetsu über die Neue Keiō-Linie ab Shinjuku durchgebunden.

## Daten
- Länge: 23,5 km
- Spurweite: 1372 mm
- Anzahl der Stationen: 21

## Bahnhöfe
| Nr.  | Bahnhof           | Japanisch  | Umsteigemöglichkeiten | Ort      | Ort   |
| ---- | ----------------- | ---------- | --- | -------- | ----- |
| S-01 | Shinjuku          | 新宿       | JR East: Yamanote-Linie, Saikyō-Linie, Chūō-Sōbu-Linie, Chūō-Hauptlinie, Shōnan-Shinjuku-Linie, Tokyo Metro: Marunouchi-Linie, Toei: Ōedo-Linie (E-27), Odakyū: Odawara-Linie, Keiō: Keiō-Linie, Neue Keiō-Linie | Shinjuku | Tokio |
| S-02 | Shinjuku-sanchōme | 新宿三丁目 | Tokyo Metro: Marunouchi-Linie (M-09), Fukutoshin-Linie (F-13) | Shinjuku | Tokio |
| S-03 | Akebonobashi      | 曙橋       | | Shinjuku | Tokio |
| S-04 | Ichigaya          | 市ヶ谷     | JR East: Chūō-Sōbu-Linie, Tokyo Metro: Namboku-Linie (N-09), Yūrakuchō-Linie (Y-14) | Chiyoda  | Tokio |
| S-05 | Kudanshita        | 九段下     | Tokyo Metro: Tōzai-Linie (T-07), Hanzōmon-Linie (Z-06) | Chiyoda  | Tokio |
| S-06 | Jimbōchō          | 神保町     | Tokyo Metro: Hanzōmon-Linie (Z-07), Toei: Mita-Linie (I-10) | Chiyoda  | Tokio |
| S-07 | Ogawamachi        | 小川町     | | Chiyoda  | Tokio |
| S-08 | Iwamotochō        | 岩本町     | | Chiyoda  | Tokio |
| S-09 | Bakuro-yokoyama   | 馬喰横山   | Toei: Asakusa-Linie (A-15) | Chūō     | Tokio |
| S-10 | Hamachō           | 浜町       | | Chūō     | Tokio |
| S-11 | Morishita         | 森下       | Toei: Ōedo-Linie (E-13) | Kōtō     | Tokio |
| S-12 | Kikukawa          | 菊川       | | Sumida   | Tokio |
| S-13 | Sumiyoshi         | 住吉       | Tokyo Metro: Hanzōmon-Linie (Z-12) | Kōtō     | Tokio |
| S-14 | Nishi-ōjima       | 西大島     | | Kōtō     | Tokio |
| S-15 | Ōjima             | 大島       | | Kōtō     | Tokio |
| S-16 | Higashi-ōjima     | 東大島     | | Kōtō     | Tokio |
| S-17 | Funabori          | 船堀       | | Edogawa  | Tokio |
| S-18 | Ichinoe           | 一之江     | | Edogawa  | Tokio |
| S-19 | Mizue             | 瑞江       | | Edogawa  | Tokio |
| S-20 | Shinozaki         | 篠崎       | | Edogawa  | Tokio |
| S-21 | Moto-Yawata       | 本八幡     | JR East: Chūō-Sōbu-Linie, Keisei Dentetsu: Keisei-Hauptlinie am Bahnhof Keisei Yawata (京成八幡) | Ichikawa | Chiba |